# Coupe de France 1922/1923
Šestý ročník Coupe de France (francouzského fotbalového poháru) se konal od 17. září 1922 do 6. května 1922. Celkem turnaj hrálo 304 klubů.
Trofej získal potřetí v klubové historii, obhájce minulých tří ročníku Red Star FC, který ve finále porazil FC Sète 34 4:2.